# Hermann Alexander Moeck
Hermann Alexander Moeck (* 16. September 1922 in Lüneburg; † 9. Juli 2010 in Celle) war ein deutscher Musikwissenschaftler und Musikverleger. Er war Inhaber der Firma  Moeck Verlag + Musikinstrumentenwerk in Celle.

## Leben
Hermann Alexander Moeck war evangelisch, Sohn des Musikinstrumentenherstellers Hermann Johannes Moeck und seiner Frau Charlotte Moeck, geborene Kuhn, und erlangte nach dem Besuch des Gymnasium Ernestinum Celle 1942 die Hochschulreife. Von November 1941 bis Juni 1945 leistete er Militärdienst in der Marine. Währenddessen studierte er drei Semester Medizin, zwei an der Universität Tübingen und eines an der Universität Straßburg. Im Jahr 1945 heiratete er Elfriede Goldkühler. Nach Ende des Zweiten Weltkrieges nahm er ein Studium der Musikwissenschaft, Philosophie, Kunstgeschichte, Psychologie und Völkerkunde an der Georg-August-Universität Göttingen auf und wechselte 1947 für zwei Semester an die Westfälische Wilhelms-Universität Münster. Zurück in Göttingen, wurde er im Jahr 1951 mit der Dissertation Ursprung und Tradition der Kernspaltflöten der europäischen Folklore und die Herkunft der musikgeschichtlichen Kernspaltflötentypen promoviert.
Noch während des Studiums stieg Hermann Moeck im Musikverlag seines Vaters ein, dem er ab 1947 als Teilhaber angehörte. 1960 übernahm Moeck das Unternehmen, welches 1965 als Moeck Verlag + Instrumentenwerk firmiert wurde. Ende 2002 zog er sich aus der Firmenleitung zurück.
Aus seiner Ehe mit Elfriede Moeck gingen die vier Kinder Christine, Sabine, Gabriele und Susanne hervor.

## Veröffentlichungen (Auswahl)
als Autor
- Ursprung und Tradition der Kernspaltflöten der europäischen Folklore und die Herkunft der musikgeschichtlichen Kernspaltflötentypen. Maschinenschriftliche Dissertation, Universität Göttingen (Nachdruck: Edition Moeck, Celle 1996, ISBN 3-87549-062-2).
- Zur „Nachgeschichte“ und Renaissance der Blockflöte. Edition Moeck, Celle 1980 (Sonderdruck aus: Tibia. Magazin für Holzbläser. Band 3 (1978)).
- Typen europäischer Kernspaltflöten. Edition Moeck, Celle 1987, ISBN 3-87549-006-1.

als Herausgeber
- Fünf Jahrhunderte deutscher Musikinstrumentenbau. 2 Bände. Edition Moeck, Celle 1987.